# Lekkoatletyka na Letnich Igrzyskach Paraolimpijskich 2008 – bieg na 100 metrów mężczyzn kl. T42
Bieg na 100 metrów mężczyzn kl.T42 podczas Letnich Igrzysk Paraolimpijskich 2008 rozegrano 14 września. W rozgrywkach wzięło udział 6 sportowców z 6 krajów.

## Wyniki

### Finał
Finał został rozegrany 14 września o godzinie 11:00.
| Poz. | Zawodnik         | Narodowość      | Tor | Rezultat | Uwagi |
| ---- | ---------------- | --------------- | --- | -------- | ----- |
| 1    | Earle Connor     | Kanada          | 4   | 12.32    | PR    |
| 2    | Heinrich Popow   | Niemcy          | 2   | 12.98    | Fn    |
| 3    | John McFall      | Wielka Brytania | 7   | 13.08    |       |
| 4    | Stefano Lippi    | Włochy          | 3   | 13.50    |       |
| 5    | Atsushi Yamamoto | Japonia         | 6   | 13.68    | SB    |
|      | Clavel Kayitare  | Francja         | 5   | DQ       | Fn    |